# Kaj-Robert Hansson
Kaj-Robert Hansson, född 1952 i Lund, död 1996, var en svensk artist och bankrånare, tidigare kompanjon till Clark Olofsson. Han avled år 1996 i Malmö efter ett fall från ett fönster på femte våningen.
Kaj-Robert var bland annat huvudmisstänkt (dock felaktigt, då han befann sig på Hawaii) under Norrmalmstorgsdramat 1973, och i netflixserien Clark spelade Björn Gustafsson (d.y.) rollen som Kaj-Robert. Han är också känd som "Räven", "Kaj R. Hansson" och "Hawaii-Hansson". År 1980 släppte Kaj-Robert musikalbumet Till dom som bryr sig om.